# Halalaimus delamarei
Halalaimus delamarei är en rundmaskart som beskrevs av Vitiello 1970. Halalaimus delamarei ingår i släktet Halalaimus och familjen Oxystominidae. Inga underarter finns listade i Catalogue of Life.